# Virgin Galactic Unity 22
Virgin Galactic Unity 22 — суборбітальний космічний політ ракетоплану VSS Unity, який стартував 11 липня 2021 року. Екіпаж складався з пілотів Девіда Маккея та Майкла Масуччі, а також пасажирів Сиріші Бандли, Коліна Беннета, Бет Мозес та Річарда Бренсона (мільярдер, засновник Virgin Galactic).

## Екіпаж
- перший пілот Девід Маккей — третій космічний політ
- другий пілот Майкл Масуччі — другий політ
- пасажирка Сиріша Бандла — перший політ
- пасажир Колін Беннетт — перший політ
- пасажирка Бет Мозес — другий політ
- пасажир Річард Бренсон — перший політ

## Політ
11 липня 2021 року корабель-носій VMS Eve здійснив горизонтальний зліт з космодрому в Нью-Мексико і піднявся на 15-кілометрову висоту. Потім ракетоплан Unity від'єднався від базового корабля і піднявся на висоту вище 80 кілометрів, де проходить умовна межа навколоземної орбіти і космосу. Unity досяг висоти 86 189 м. Політ тривав близько двох годин.
Досягнутий апогей становив 86,0 км (282 000 футів).